# Zhejiang Golden Bulls
O Zhejiang Golden Bulls é um clube profissional de basquetebol chinês sediado em Yiwu, Jinhua, Zhejiang. A equipe disputa a divisão sul da Chinese Basketball Association .

## História
Foi fundado em 1995.

## Notáveis jogadores
- God Shammgod (2001–2002, 2007–2008)
- Peter Cornell (2003–2004)
- Isaac Fontaine (2004–2005)
- Soumaila Samake (2004–2006)
- Curtis Millage (2005–2006)
- Kevin Freeman (2006–2007)
- Kirk Snyder (2008–2009)
- Marcus Williams (2009–2010)
- Andre Brown (2009–2010)
- Josh Boone (2010–2012)
- Denzel Bowles (2012–2013)
- Mike James (2010)
- J.R. Smith (2011–2012)
- Eddy Curry (2012–2013)
- Quincy Douby (2012–2013)
- Jerel McNeal (2013)
- Dewarick Spencer (2013)
- Ivan Johnson (2013–2014)
- Mike Harris (2013)
- Errick McCollum (2014–2015)
- Chris Johnson (2014)
- Willie Warren (2015–2016)
- Charles Gaines (2016–2016)
- Samad Nikkhah Bahrami (2015–2016)
- Cady Lalanne (2016)